# Asia Rugby U19 Division 1 2016
El Asia Rugby U19 Division 1 del 2016 fue una edición del torneo de segunda categoría juvenil que organizó Asia Rugby. El certamen se desarrolló entre cuatro competidores en régimen de eliminatoria directa en Manila, Filipinas.

## Equipos participantes
- Selección juvenil de rugby de Corea del Sur
- Selección juvenil de rugby de Emiratos Árabes Unidos
- Selección juvenil de rugby de Filipinas
- Selección juvenil de rugby de Singapur

## Resultados

### Semifinales
| 14 de diciembre | Filipinas | 10 - 26 | Corea del Sur |  |  |

| 14 de diciembre | Emiratos Árabes Unidos | 14 - 10 | Singapur |  |  |

### Tercer puesto
| 17 de diciembre | Filipinas | 15 - 35 | Singapur |  |  |

### Final
| 17 de diciembre | Corea del Sur | 14 - 13 | Emiratos Árabes Unidos |  |  |

| Bandera de Corea del Sur |
| Campeón Corea del Sur    |
|                          |